# Amundtorp
Amundtorp är en ort i Norra Lundby socken i Skara kommun i Västergötland. År 1995 och 2000 klassades Amundtorp som en småort. Från 2015 avgränsar SCB här åter en småort.
Vid Amundtorp ligger gravfältet Högarna.